# Esperance
Esperance ist eine Stadt an der Südküste des australischen Bundesstaates Western Australia. Sie zählt 10.000 Einwohner (2016) und gehört zur Region Goldfields-Esperance.

## Geschichte
Die Geschichte Esperance’ begann, als 1627 das niederländische Schiff „Guild Zeepaard“ den dortigen Küstenabschnitt passierte.
Man vermutet, dass französische Entdecker zum ersten Mal an der Stelle der heutigen Stadt anlegten, den Ort und andere lokale Gebiete und Städte benannten, als sie vor einem Sturm 1792 auf dem Land Zuflucht suchten. Die Stadt selbst ist nach dem französischen Schiff, der „L’Espérance“, benannt, was auf Deutsch „Hoffnung“ heißt.
Es folgten Walfänger, Piraten, Seelsorger und Minenarbeiter, die das freie Land stark ausbeuteten und sich am großen Goldrausch in den nördlich gelegenen Minen beteiligten.
Das Seebad ist wegen des relativ kühleren Klimas im Ausland nicht sehr bekannt, da man in dem kühleren Meer Südaustraliens nur im Sommer baden kann. Esperance lebt vom Tourismus, vom Fischfang und von der Landwirtschaft. Vor der Stadt liegen die über 105 Inseln und mehr als 1800 Klippen des Recherche-Archipels.

## Sehenswürdigkeiten

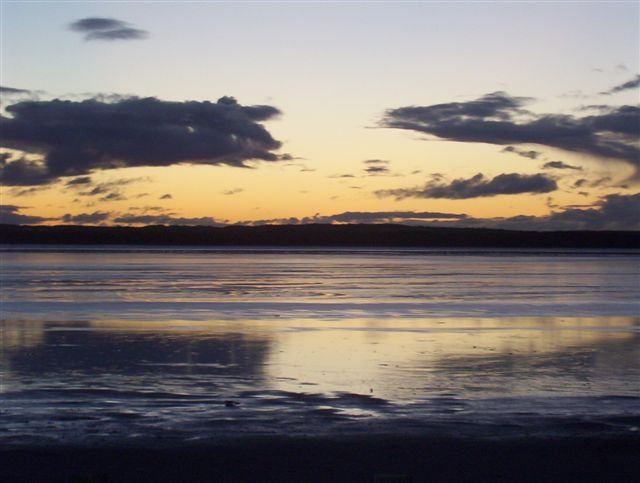
Der „Pink-Lake-Sunset“

In der Umgebung gibt es viele Strände, die Möglichkeiten zum Schwimmen, Surfen und Tauchen bieten. Nahe der Stadt findet sich ein See, der aufgrund seines – bei bestimmten Wetterbedingungen – pinkfarbenen Wassers auch „Pink Lake“ genannt wird. Diese Färbung wird unter anderem durch die Dunalella-Salina-Alge verursacht. Auf der zum Recherche-Archipel gehörenden Insel Middle Island im Ozean vor der Stadt befindet sich mit dem Lake Hillier ein weiterer See, der dieses Phänomen zeigt, wobei dieser seine Farbe sogar dauerhaft behält.
In der Umgebung der Stadt gibt es fünf große Nationalparks, zum Beispiel den Cape-Arid-Nationalpark und den Cape-Le-Grand-Nationalpark. Letzterer ist eine bedeutende Touristenattraktion: Er ist 56 km von der Stadt entfernt und bietet seinen Besuchern eine märchenhafte Küste und weiße Sandstrände. Der Park ist ein beliebter Platz zum Angeln und Wandern.
Ein Ausflugsziel ist die vier Stunden entfernte Goldgräberstadt Kalgoorlie-Boulder.
Das Municipal Museum im Ort stellt Kuriositäten aus. Eine Besonderheit sind die Teile der US-Weltraumstation Skylab, die 1979 – sechs Jahre nach ihrem Start und seit Jahren ohne Besatzung – bei ihrem Absturz in mehrere Teile zerbrach, von denen einige nahe Esperance zerschellten.
Die 36 km lange Rundfahrtstrecke Esperance Great Ocean Drive bietet eindrucksvolle Blicke auf die Küste und ihre weißen Dünenstrände sowie einen Blick auf den „Pink Lake“.

## Klima
Esperance hat einen mediterranen Klimatyp, der sich durch heiße und trockene Sommer sowie kühle und feuchte Winter auszeichnet. Im Sommer liegt die Höchsttemperatur durchschnittlich bei etwa 25 °C, jedoch können gelegentliche heiß-trockene Nordwinde über das aride Landesinnere nach Nordosten hinwegziehen, was die Temperaturen auf 40 °C und mehr steigen lassen kann.
Das Winterklima neigt im Allgemeinen weniger zu Extremen. Das Wetterbild dominiert der kühle, feuchte Wind vom Südlichen Ozean, der Abkühlung und den Großteil des jährlich fallenden Regens in Kaltfronten mit sich bringt. Die durchschnittlichen Höchsttemperaturen betragen 10–15 °C.
|                       | Jan  | Feb  | Mär  | Apr  | Mai  | Jun  | Jul  | Aug  | Sep  | Okt  | Nov  | Dez  |   |       |
| Mittl. Tagesmax. (°C) | 26,3 | 26,2 | 25,1 | 23,2 | 20,3 | 17,9 | 17,1 | 17,7 | 19,3 | 21,0 | 23,0 | 24,5 | ⌀ | 21,8  |
| Mittl. Tagesmin. (°C) | 15,6 | 16,0 | 15,0 | 13,1 | 11,0 | 9,0  | 8,3  | 8,6  | 9,6  | 10,6 | 12,6 | 14,3 | ⌀ | 12    |
|                       |      |      |      |      |      |      |      |      |      |      |      |      |   |       |
| Niederschlag (mm)     | 21,4 | 28,1 | 30,0 | 42,3 | 76,1 | 81,3 | 97,8 | 84,8 | 58,2 | 48,6 | 35,1 | 18,1 | Σ | 621,8 |
|                       |      |      |      |      |      |      |      |      |      |      |      |      |   |       |
| Regentage (d)         | 5,8  | 5,6  | 7,6  | 10,4 | 14,2 | 16,1 | 17,2 | 16,8 | 14,2 | 12,0 | 9,7  | 6,6  | Σ | 136,2 |
|                       |      |      |      |      |      |      |      |      |      |      |      |      |   |       |
| Luftfeuchtigkeit (%)  | 67   | 68   | 70   | 72   | 74   | 75   | 76   | 74   | 73   | 71   | 70   | 67   | ⌀ | 71,4  |

| 15,6 |

| 16,0 |

| 15,0 |

| 13,1 |

| 11,0 |

| 9,0 |

| 8,3 |

| 8,6 |

| 9,6 |

| 10,6 |

| 12,6 |

| 14,3 |

| 15,6 |

| 16,0 |

| 15,0 |

| 13,1 |

| 11,0 |

| 9,0 |

| 8,3 |

| 8,6 |

| 9,6 |

| 10,6 |

| 12,6 |

| 14,3 |